# Jaume Teixidor Dalmau
Jaume Teixidor Dalmau (Barcelona, 16 d'abril de 1884 - Barakaldo, 23 de febrer de 1957) fou un músic, director d'orquestra i compositor català.

## Biografia
Jaume Teixidor va néixer al carrer Corts de Barcelona, fill de Joan Teixidor i Comas, natural de Sant Mori, i de Lluïsa Dalmau i Pujals, natural de Cambrils.
Va cursar estudis de música i, durant uns anys, va esser militar, exercint com a director de banda de regiment a Melilla. Després de deixar l'exèrcit, el 1924, anà a dirigir la banda de Carlet, on va residir només un parell d'anys. Després va traslladar-se a Manises i, finalment, passà a dirigir la banda municipal de Barakaldo des de finals dels anys 20 fins al final de la seva vida.
La seva composició més coneguda és probablement el pasdoble Amparito Roca.
El món de la publicitat no li va ser estrany. L'any 1955, va compondre la lletra i la música d'un pasdoble per als torrons El Lobo de Xixona. Va ser interpretar per Charito Larena.